# Epione impuncta
Epione impuncta là một loài bướm đêm trong họ Geometridae.